# 法國聖母雕像
法國聖母（法語：Statue de Notre-Dame de France）是位於法國城市勒皮的一座鐵質雕像。法國聖母修建於1856年至1860年期間。1997年，法國聖母被列為法國國家歷史紀念建築。2010年，有88850名遊客參觀了法國聖母。

## 位置

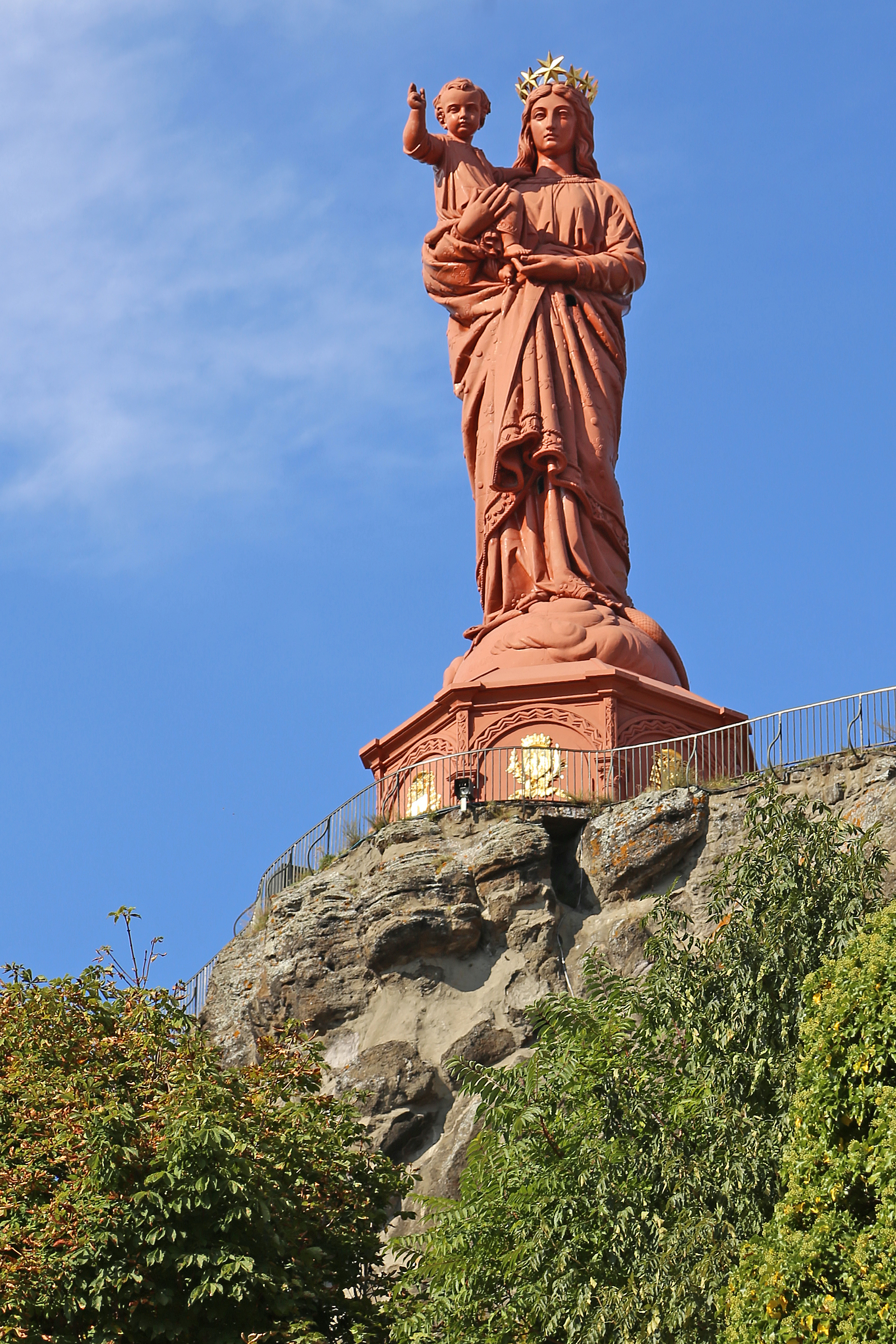
法国圣母雕像

雕像位于海拔757米的“科尔内耶岩”顶部:269，这是一个132米高的玄武岩火山栓的遗迹:269，位于法国奥弗涅-罗讷-阿尔卑斯大区的勒皮北部。

## 历史
耶稣会传教士科萨维耶·德·拉维尼安神父（1795-1858）首先提出了在“科尔内耶岩”顶部竖立圣母雕像的想法。他在勒皮的一次静修会上向特奥多尔·孔巴洛修道院长（1797-1873）讲述了这一点，他热情地立即向1850年7月26日聚集在勒皮主教座堂的教区牧师展示了该项目。当地主教奥古斯特·德·莫尔隆（Auguste de Morlhon）热情地欢迎该项目，并在各种准备研究之后，于1853年3月5日成立了一个委员会，负责准备和监督工程的执行。同一个月，“法国圣母工作委员会”发起了一场欧洲竞赛，奖金为3000法郎，旨在选择雕像的模型，并于1853年7月16日认购，该认购接管了1850年在整个教区组织的任务。:24
竞赛取得了意想不到的成功，来自欧洲各地的艺术家提交了他们的提案。最后，在勒皮市政厅的一个房间里，向公众展示了不少于53:27（或54:15）个模型，为期一周。1853年11月8日，由奥古斯特·德·莫尔隆（Auguste de Morlhon）担任主席的陪审团以无记名投票方式投票支持让-马里·博纳西厄（Jean-Marie Bonnassieux）的模型。:30
修建工程马上开始，1854年12月10日，进行奠基。尽管认购成功，总投入为325,000法郎:36，但仍存在财务困难，威胁到整个项目。1855年9月5日，奥古斯特·德·莫尔隆前往巴黎，向皇帝拿破仑三世提出这一问题。除了从他那里获得10,000法郎的赠礼外，主教还说服皇帝-在佩利西耶元帅的启发下-如果塞瓦斯托波尔围攻成功，和平恢复，他将提供俘获的大炮。三天后，这座城市陷落了。1856年3月30日，结束克里米亚战争的《巴黎条约》签署，20天后，皇帝兑现了承诺，从塞瓦斯托波尔的舰炮中运送了15万公斤铸铁。:29
1856年3月，雕像开始在日沃尔E.Prénat&Cie高炉和铸造公司的高炉中铸造。自第一块石头铺设以来几乎没有进展的基座工程随后恢复。1859年7月28日，雕像的第一批素材抵达勒皮:77，在那里逐渐组装。
1860年9月12日，奥古斯特·德·莫尔隆在近12万名信徒面前为雕像举行了庄严的祝福。

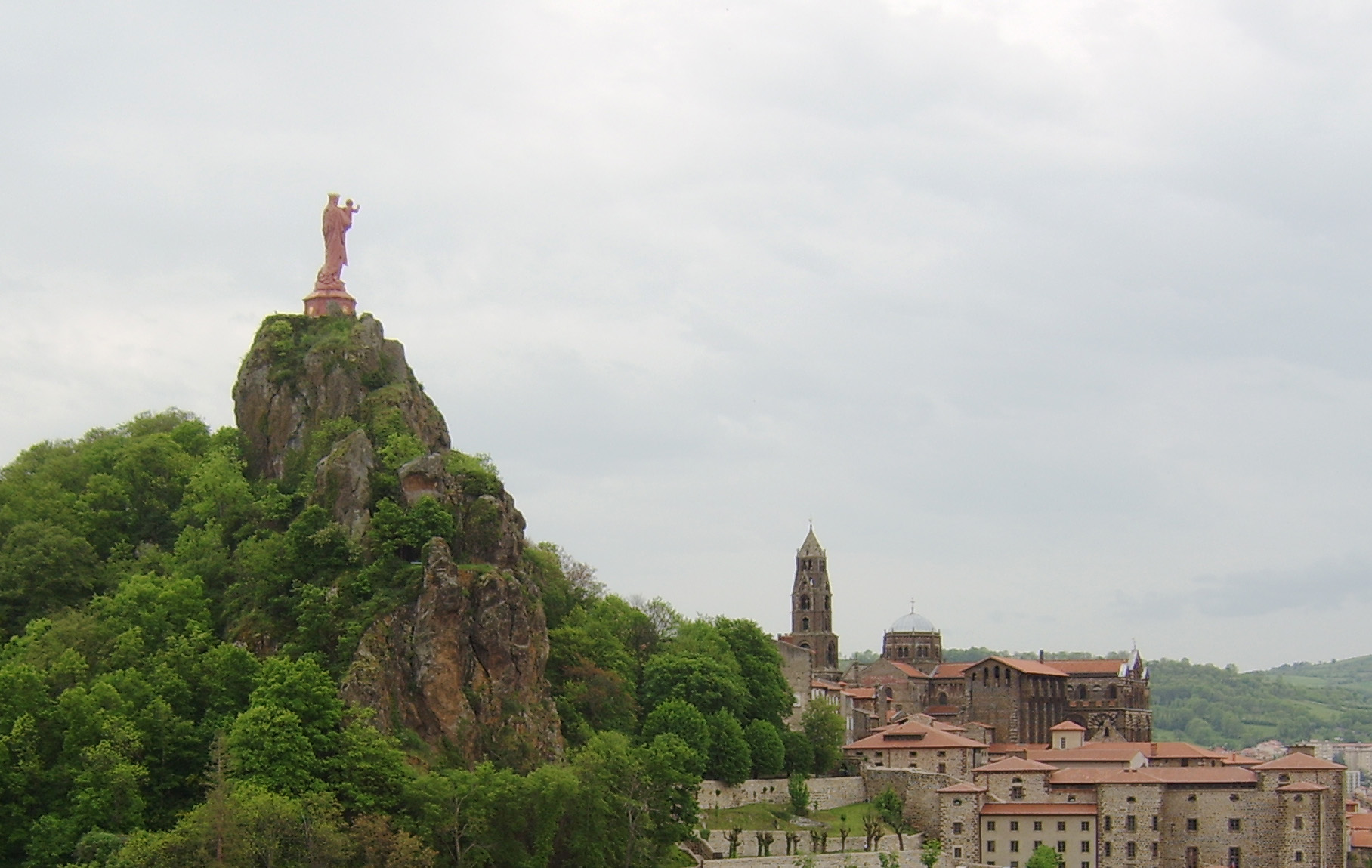
侧面远望法国圣母雕像

雕像及其基座于1997年被列为历史遗迹，并于2012年完全修复。它是上卢瓦尔省参观人数最多的纪念物，2024年有115,399名游客。
至少从20世纪30年代开始，有传言称，雕塑家在意识到耶稣在他的作品中站在圣母的错误一边后，从雕像顶部自杀。这个谣言是错误的，因为雕塑家忠实地满足了比赛期间预期的规格。同样的传说也存在于武伊斯雕像的复制品上。事实上，完工32年后的1892年6月3日上午，让-马里·博纳西厄在巴黎第七区圣西蒙街11号的家中去世，享年81岁。

## 特点

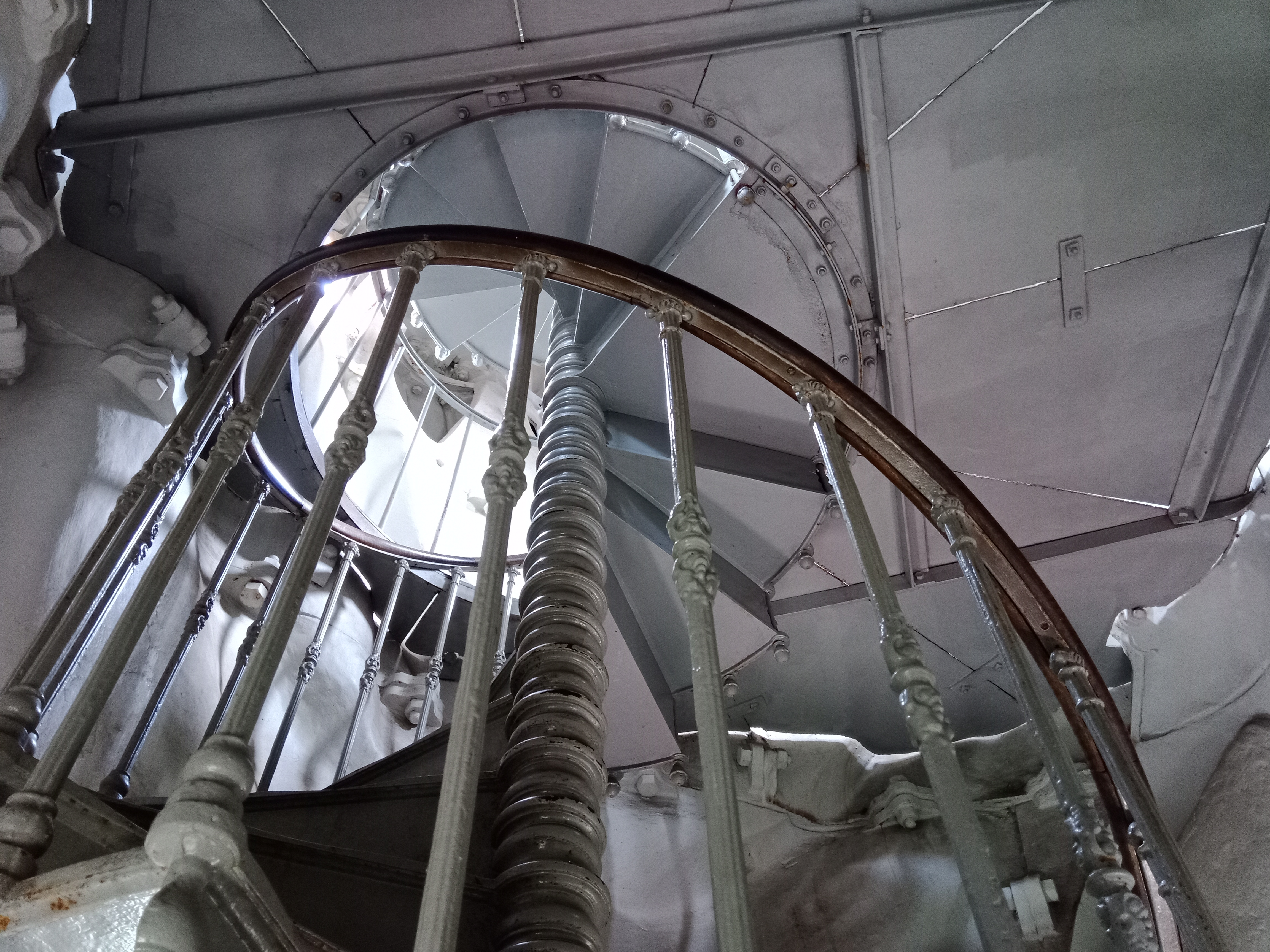
法国圣母雕像内部

雕像描绘了戴着星星王冠的圣母玛利亚站在半个地球上，她用脚压碎了一条蛇，右臂抱着为城市和法国祝福的孩童耶稣。:39
它矗立在6.70米高的布拉沃济长石砂岩基座上，本身高16米，周长17米。圣母的脚各1.92米，前臂3.75米，手1.56米，孩童耶稣的头围4.80米。:76
它的总质量估计为835吨，其中基座680吨，雕像110吨，其中孩童耶稣的头部为1.1吨，祝福城市的手臂600公斤:76，覆盖物45公斤。:269
设计为自支撑结构，由大约100个铸铁部件组成，通过大口径螺栓连接在一起。基座上布置了一个由33级台阶组成的石梯，可以进入雕像内部，雕像是中空的，包括一个58级的铸铁旋转楼梯，三层设计，由16个栏杆的梯子延伸，可以进入圣母的王冠:40。由于安全原因长期对公众关闭，自2013年1月以来再次开放进入，现在可以通过2012年翻新工程期间设置的半透明圆顶观景。每一层四个小开口提供了勒皮及其周边地区的全景。:269